# Горно Палчище
Горно Палчище или Горно Палчища (на македонска литературна норма: Горно Палчиште; на албански: Pallçishti i Epërm) е село в Северна Македония, в Община Боговине.

## География
Селото е разположено в областта Долни Полог, на левия бряг на Палчищката река.

## История

### Етимология
Според академик Иван Дуриданов името е първоначален патроним *Палчишти < -itji от личното име Палко или Палчо, хипокористично от Пало, Павло, Павел < Paulus и съответства на чешкото селищно име Palčice.

## Средновековие
От Палчища е производното речно име Палчишка река, споменато в 1277 година във Виргинската грамота на цар Константин Асен: На изворъ Пал'чишкѫ  и като Палчищка река около 1300 година в грамота на Стефан Милутин: прѣко брьда на изворь Пал(ч)ищке рѣкє.

### В Османската империя
В обобщен списък на джизието на немюсюлманите от вилаета Калканделен от 18 юли 1628 година селото е отбелязано като Горна Палчище, с 11 ханета (домакинства).
В края на XIX век Горно Палчище е албанско село в Тетовска каза на Османската империя. Според статистиката на Васил Кънчов („Македония. Етнография и статистика“) от 1900 година Горно Палчища е село, населявано от 165 арнаути мохамедани.

### В Сърбия, Югославия и Северна Македония
След Междусъюзническата война в 1913 година селото попада в Сърбия.
Според Афанасий Селишчев в 1929 година Горно Палчище е село в Долнопалчишка община и има 64 къщи с 421 жители българи.
Според преброяването от 2002 година селото има 1356 жители.
| Националност | Всичко |
| македонци    | 1      |
| албанци      | 1339   |
| турци        | 0      |
| роми         | 0      |
| власи        | 0      |
| сърби        | 0      |
| бошняци      | 0      |
| други        | 16     |